# Hohenplanken
Hohenplanken ist eine Ortschaft in Halver im Märkischen Kreis im Regierungsbezirk Arnsberg in Nordrhein-Westfalen (Deutschland).

## Lage und Beschreibung
Hohenplanken liegt auf 395 Meter über Normalnull im westlichen Halver an der Kreisstraße K3 zwischen Schwenke und Anschlag nahe der Grenze zu Wipperfürth auf der Wasserscheide zwischen den Flusssystemen der Wupper und der Ennepe. Nachbarorte sind Eschen, Büchen,  Kreimendahl, Büchenbaum, Auf der Bever und In den Eicken. Östlich verläuft die Trasse der stillgelegten Wuppertalbahn zwischen Halver und Radevormwald am Ort vorbei, im Ort zweigt die Kreisstraße K13 nach Hückeswagen ab. Östlich entspringt ein Zufluss der Ennepe.

## Geschichte
Hohenplanken wurde erstmals 1480 als Neuenhaus urkundlich erwähnt, die Entstehungszeit der Siedlung wird aber für den Zeitraum zwischen 1050 und 1200 infolge der Rodungsphase nach der hochmittelalterlichen Territorialbildung vermutet. Hohenplanken war ein Abspliss von Vorst.
1818 lebten 55 Einwohner im Ort. 1838 gehörte Hohenplanken der Eickhöfer Bauerschaft innerhalb der Bürgermeisterei Halver an. Der laut der Ortschafts- und Entfernungs-Tabelle des Regierungs-Bezirks Arnsberg als Hof kategorisierte Ort besaß zu dieser Zeit eine Schule, sechs Wohnhäuser, zwei Fabriken bzw. Mühlen und ein landwirtschaftliches Gebäude. Zu dieser Zeit lebten 35 Einwohner im Ort, allesamt evangelischen Glaubens.
Das Gemeindelexikon für die Provinz Westfalen von 1887 gibt eine Zahl von 43 Einwohnern an, die in sechs Wohnhäusern lebten.
Bei Hohenplanken verlief auf der Trasse der heutigen Kreisstraße K3 eine vermutlich frühgeschichtliche Altstraße von Schwelm über Radevormwald nach Wegerhof vorbei, die als Eisen- und Kohlenstraße genutzt wurde.
Die Schule zwischen Hohenplanken und Büchenbaum bestand bis zur Mitte des 20. Jahrhunderts.